# St-Sépulcre (Nizza)

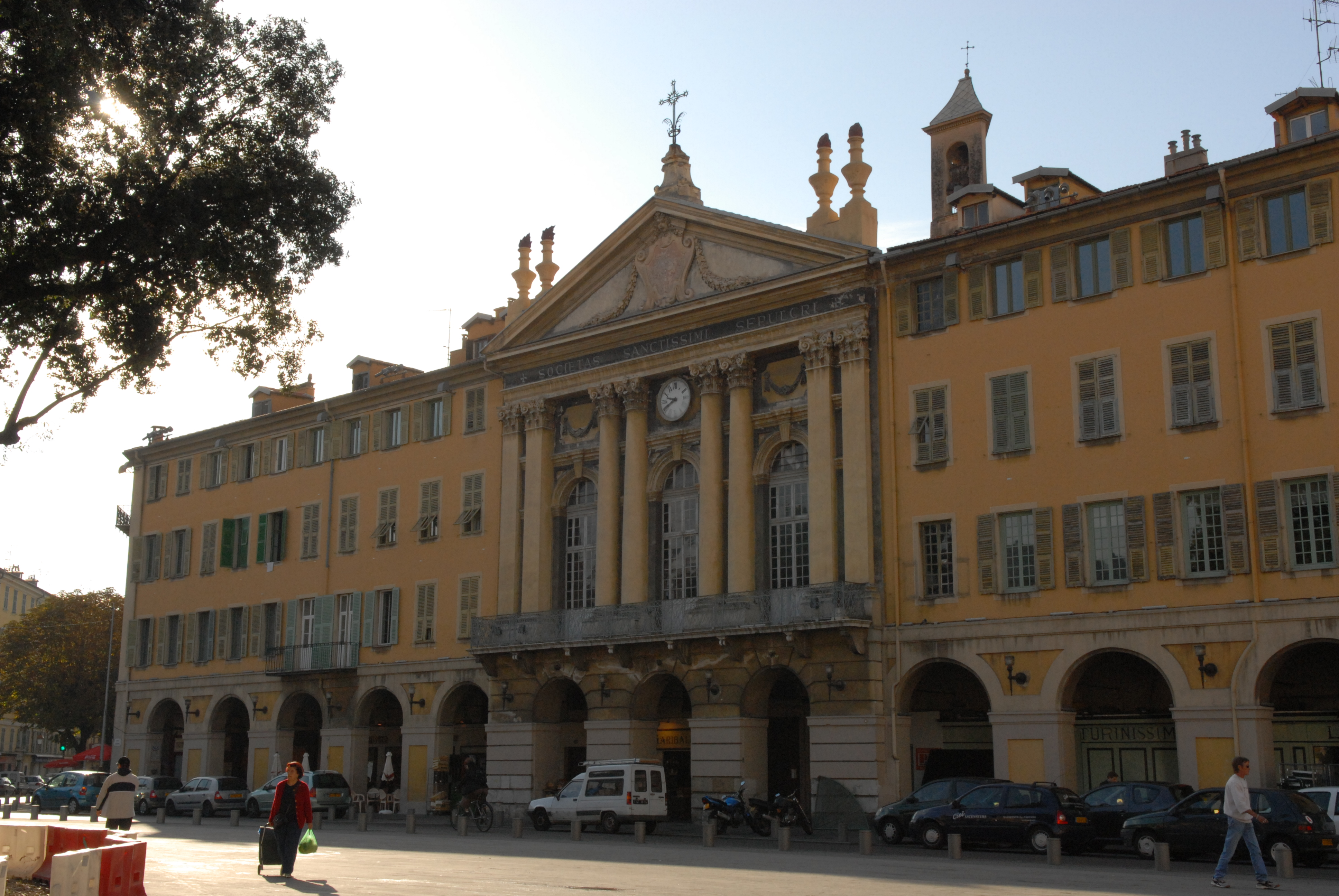
St-Sépulcre (Fassade)

Die Kapelle St. Sépulcre (auch: Chapelle des pénitents bleus) ist eine römisch-katholische Kirche in der südfranzösischen Stadt Nizza. Die Kirche ist seit dem Jahr 2000 als Monument historique anerkannt.

## Lage und Patrozinium
Die Kirche ist an der Südwestseite des Place Garibaldi Mittelteil eines langen Gebäudes, in dem sie den ersten bis dritten Stock füllt. Sie ist zu Ehren des Heiligen Grabes geweiht. Sie gehört zur Pfarrei Paroisse Saint Jean XXIII.

## Geschichte
Die Bruderschaft der Pénitents bleus („blauen Büßer“) ging in Nizza 1431 aus der Predigt der Franziskaner hervor. Von 1782 bis 1784 baute für sie der Architekt Antonio Spinelli (1726–1819) die heutige Kirche, die von Emmanuel Costa (1833–1921) ausgemalt wurde.

## Ausstattung
Prunkstück der Ausstattung ist das Altargemälde Mariä Aufnahme in den Himmel von Louis-Abraham van Loo (1653–1712), der ab 1699 in Nizza wohnte. Die italienische Orgel wurde 1870 von Federico Valoncini gebaut.